# 搖擺狂潮 (1993年電影)
《摇摆狂潮》（英語：Swing Kids）是1993年由托马斯·卡特首次执导的美国时代剧情片，由羅伯·蕭恩·萊納德、克里斯汀·貝爾、弗兰克·惠利、芭芭拉·赫尔希和簡尼夫·班納主演。片名“摇摆狂潮”指的是納粹德國里的一种青年亚文化，青少年们受此亚文化的影响，以崇尚美国和英国的搖擺樂的方式反抗纳粹政权。影片讲述了两个高中生试图在晚上当摇摆青年，在白天假装成为希特勒青年团的一员的故事，这个决定对他们的朋友和家人造成了严重影响。
影片由布纳维斯塔电影发行公司发行，于1993年3月5日上映。影评人对该片的评价褒贬不一。